# Stylodrilus heringianus
Stylodrilus heringianus är en ringmaskart som beskrevs av Jean Louis René Antoine Édouard Claparède 1862. Stylodrilus heringianus ingår i släktet Stylodrilus, och familjen källmaskar. Arten är reproducerande i Sverige.